# Gmina związkowa Dannstadt-Schauernheim
Gmina związkowa Dannstadt-Schauernheim (niem. Verbandsgemeinde Dannstadt-Schauernheim) – gmina związkowa w Niemczech, w kraju związkowym Nadrenia-Palatynat, w powiecie Rhein-Pfalz. Siedziba gminy związkowej znajduje się w miejscowości Dannstadt-Schauernheim.

## Podział administracyjny
Gmina związkowa zrzesza trzy gminy wiejskie:
1. Dannstadt-Schauernheim
2. Hochdorf-Assenheim
3. Rödersheim-Gronau